# Liutward de Verceil
Liutward de Verceil est une personnalité politique lombarde de la fin du IXe siècle, qui exerça de hautes fonctions auprès de l'empereur d'Occident Charles III le Gros, avant d'être nommé évêque de Verceil par celui-ci.

## Biographie
Liutward fut archi-chancelier de l'Empire d'Occident à partir de 878 et nommé évêque de Verceil en 880 par Charles III le Gros, dont il était le principal ministre. Il ne faut pas le confondre avec son successeur dans la charge de chancelier, Liutbert, qui devint archevêque de Mayence. L'aristocratie ne l'apprécia jamais, mais il était apprécié par Charles, notamment comme intermédiaire avec Rome.
En 887, il fut accusé par Charles d'avoir une liaison avec l'impératrice Richarde ; bien que l'impératrice se soit soumise avec succès à l'ordalie du feu, il fut banni de la cour. Les hommes de Liutward enlevèrent la fille d'Unroch III de Frioul d'un couvent à Brescia, et la forcèrent à épouser l'un de ses parents. Cet événement fut la cause de l'inimitié entre Liutward, principal prélat carolingien en Lombardie, et Bérenger Ier de Frioul, l'un des principaux hommes de pouvoir.
Le célèbre poète Notker le Bègue lui dédia plusieurs poèmes entre 881 et 887.

### Sources
- (en) Cet article est partiellement ou en totalité issu de l’article de Wikipédia en anglais intitulé « Liutward » (voir la liste des auteurs).